# Різнокольоровий світ
Різнокольоровий світ — дебютний альбом української співачки Kristall, презентація якого відбулася 5 березня 2010 року в київському караоке-клубі «Шаляпин».

## Список пісень
| #  | Назва                          | Автор слів                            | Автор музики      | Тривалість |
| -- | ------------------------------ | ------------------------------------- | ----------------- | ---------- |
| 1. | «Детство — страна моя»         | Ольга Кочегарова                      | Олександр Саранча | 2:31       |
| 2. | «Різнокольоровий світ»         | Христина Кочегарова, Ольга Кочегарова | Олександр Саранча | 4:24       |
| 3. | «Lullaby»                      | Ольга Кочегарова                      | Олександр Саранча | 4:02       |
| 4. | «Именинница»                   | Ольга Кочегарова                      | Олександр Саранча | 4:00       |
| 5. | «Школа»                        | Ольга Кочегарова                      | Олександр Саранча | 3:27       |
| 6. | «Супер-новый год»              | Христина Кочегарова, Ольга Кочегарова | Олександр Саранча | 2:51       |
| 7. | «Діти-квіти»                   | Христина Кочегарова, Ольга Кочегарова | Олександр Саранча | 4:14       |
| 8. | «Різнокольоровий світ (remix)» | Христина Кочегарова, Ольга Кочегарова | Олександр Саранча | 4:24       |